# الرجل الذي فقد ظله
الرجل الذي فقد ظله رواية للكاتب المصري فتحي غانم، اعتمدفيها على تقنية رواية متعددة الأصوات، كما تُرجمت إلى اللغة الإنجليزبة.

## عن الرواية
تتكون الرواية من أربعة أجزاء وحكايات عن انتهازي واحد، كل جزء يرويه أحد شخصيات الرواية، وهم "مبروكة" الخادمة، "سامية" الفنانة الشابة، "ناجي" رئيس التحرير، و"يوسف" الصحفى الشاب التي تدور حوله احداث الرواية. تحكي الرواية قصة يوسف عبد الحميد السويفى، الشاب المصري الذي باع نفسه ومبادئه وسعى للصعود على حساب اصدقائه اليسارين القدامى، لتصور القصة رؤية فتحي غانم عن الشخصيات الاقطاعية المتسلقة التي سبقت الثورة.

### في السينما
تحولت إلى فيلم يحمل نفس الاسم الرجل الذي فقد ظله (فيلم) عام 1968 من بطولة ماجدة وصلاح ذو الفقار وكمال الشناوي يوسف شعبان ومحمود ياسين ونيللي ومحمد وفيق ونظيم شعراوي، سيناريو وحوار علي الزرقاني، وإخراج كمال الشيخ.